# Neuendorf-Sachsenbande
|  | Per a altres significats, vegeu «Neuendorf». |

Neuendorf-Sachsenbande (en baix alemany Neendörp-Sachsenbann) és un municipi de l'amt de Wilstermarsch al districte de Steinburg a Slesvig-Holstein a Alemanya. El 31 de desembre de 2017 tenia 462 habitants sobre una superfície de 5,57 km².

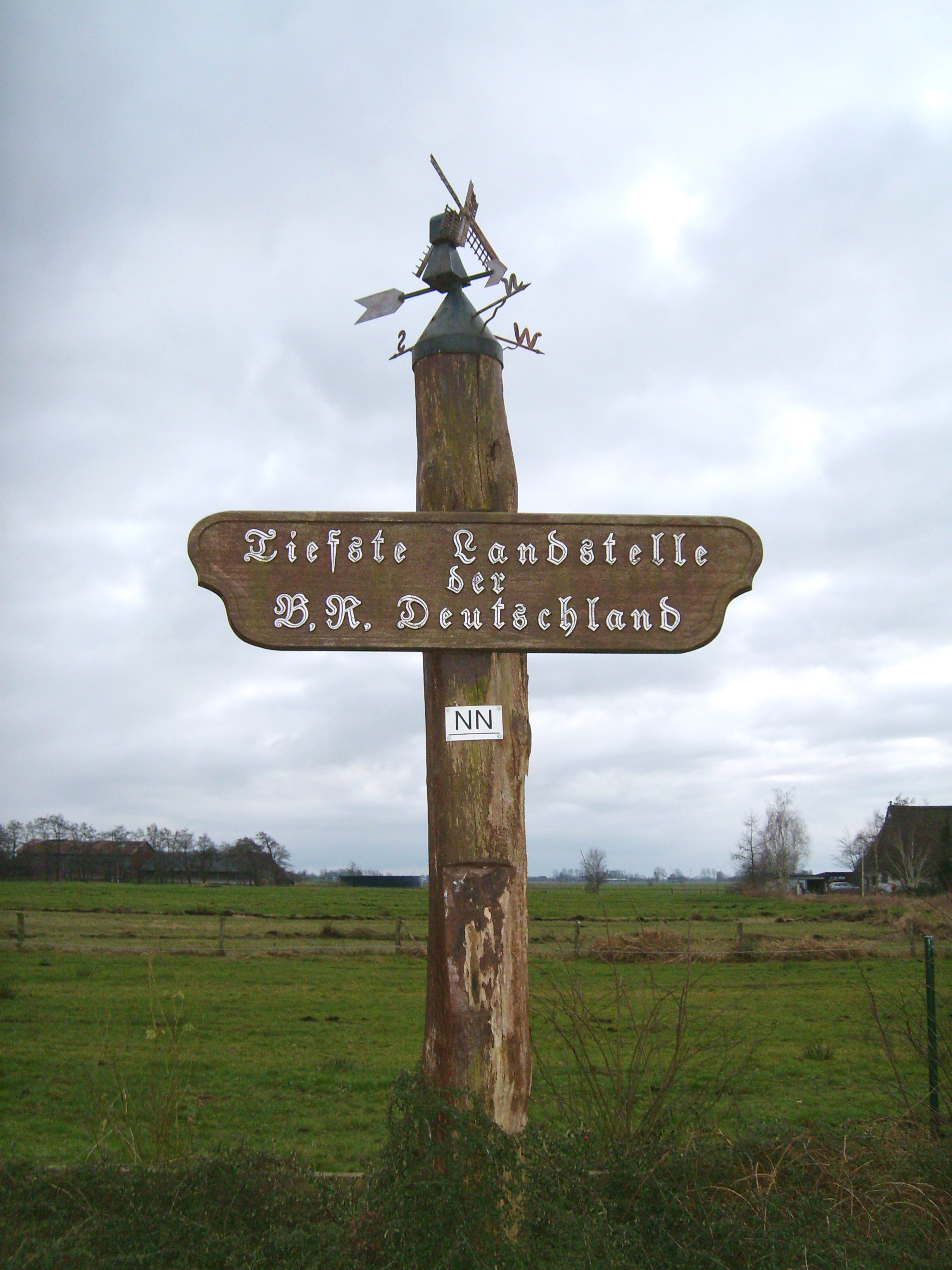
El punt més baix d'Alemanya
amb la indicació Normalnull (NN)

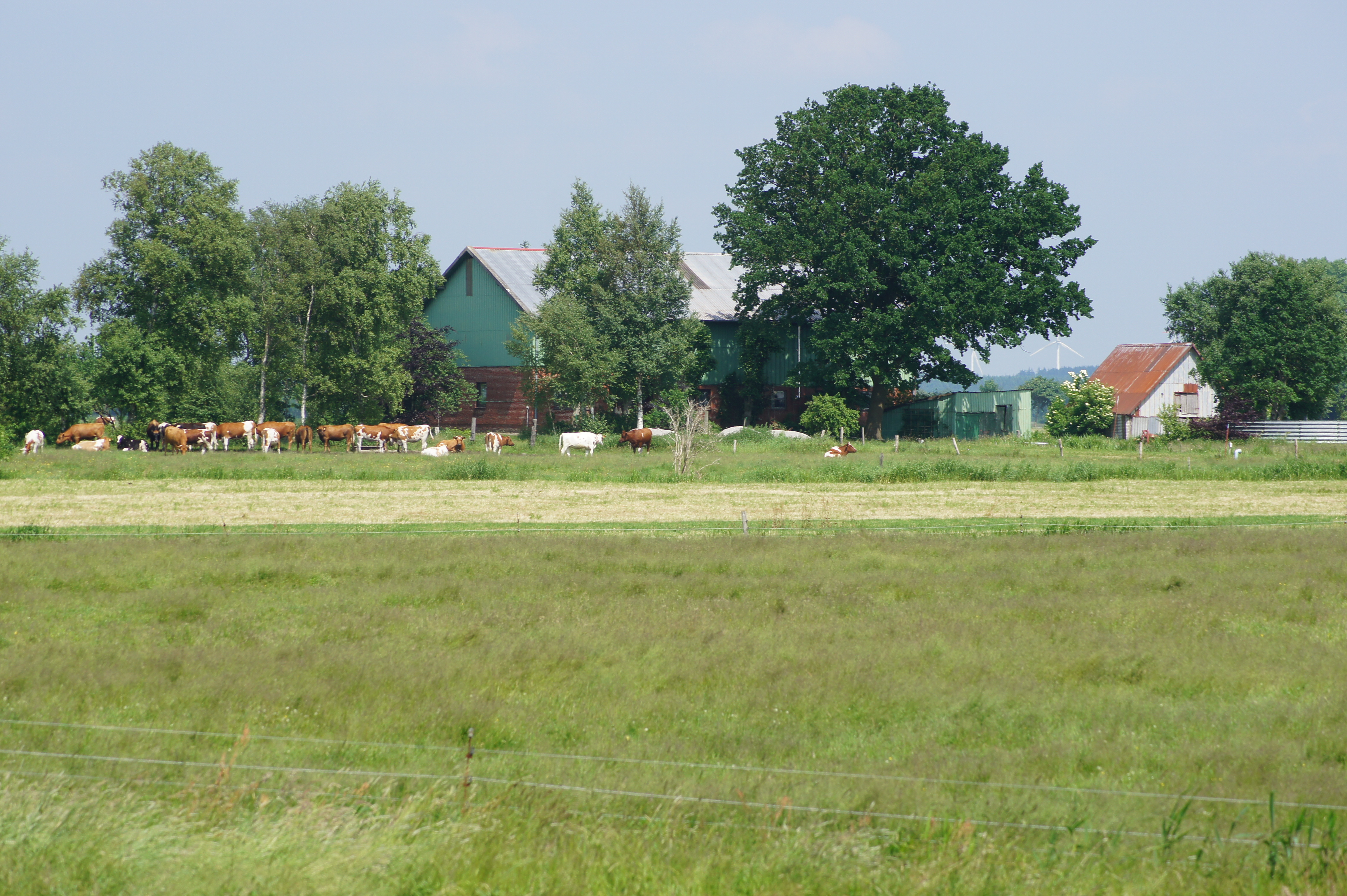
Masia a Sachsenbande

El poble es troba al maresme i els pòlders del Wilster Au.
El primer esment de Sachsenbande in iure Saxonis data del 1227, un assentament saxó. Més tard va crear-se el poble nou (en baix alemany neen Dörp). A aquesta època el Wilster Au formava la frontera entre els assentaments saxons i frisis. El municipi va crear-se el 2003 per la fusió de Sachsenbande i Neuendorf. És un poble poc poblat, sense veritable centre amb unes concentracions d'algunes masies. L'agricultura va quedar des de sempre l'activitat principal.

## Llocs d'interès
- El punt més baix d'Alemanya, 3,54 m sota el nivell mitjà del mar